# Eleoscytalopus indigoticus
El churrín pechiblanco (Eleoscytalopus indigoticus) o churrín de pecho blanco, es una especie de ave paseriforme de la familia Rhinocryptidae endémica de la mata atlántica del sureste de Brasil. Anteriormente se clasificaba dentro del género Scytalopus, pero tras una investigación que lo situaba genéticamente más próximo al género Merulaxis lo emplazaron junto a su pariente cercano el churrín de Bahía en un género aparte.

## Distribución y hábitat
Se distribuye por el sureste de Brasil, desde Bahía (cerca de Salvador) hacia el sur hasta el centro de Paraná, este de Santa Catarina y extremo noreste de Río Grande do Sul.
Es poco común en el sotobosque y en los bordes de selvas húmedas de Mata Atlántica hasta los 1500 m s. n. m. de altitud.

## Descripción
Mide 11,5 cm. Las patas son rosadas. Por arriba y por los lados es griz azulado, puede presentar una pinta blanca atrás del ojo. La garganta y la mitad de las partes inferiores es blanco, los flancos son ferruginosos barrados de negro. Es atractivo y fácil de reconocer, no se confunde con el churrín de Bahía, cuyas áreas no se sobreponen.

## Vocalización
El canto es un trinado gutural, “r-r-r-r-r-r-r-r-r-ro”, ligeramente ascendendente al final, pareciendo una rana.

## Sistemática

### Descripción original
La especie E. indigoticus fue descrita por primera vez por el naturalista alemán Maximilian zu Wied-Neuwied en 1831 bajo el nombre científico Myiothera indigotica; localidad tipo «cerca de Salvador, Bahía, Brasil».

### Taxonomía
Es monotípica. Algunos autores sugieren que Eleoscytalopus psychopompus sería apenas una subespecie de E. indigoticus, sin embargo, los argumentos de Mata et al., 2009 refuerzan el rango de especie, sobre la base de la distancia genética.